# Jeziora Wysp Owczych
Według różnych źródeł na Wyspach Owczych istnieje ponad 800 jezior, a wliczając zbiorniki mniejsze niż 300 m² może być ich nawet 2500. Około 266 z nich zostało oficjalnie nazwanych. Najwięcej jezior znajduje się na większych, południowych wyspach: Suðuroy oraz Sandoy, nieco mniej na Eysturoy, Streymoy i Vágar. Na ostatniej z nich mieszczą się dwa największe naturalne zbiorniki: Sørvágsvatn oraz Fjallavatn. Kilka mniejszych leży na: Borðoy, Fugloy, Hestur, Kalsoy, Kunoy, Nólsoy, Svínoy i Viðoy, zaś na pozostałych nie ma żadnego. Większość jezior ma pochodzenie polodowcowe, są jednak także jeziora przybrzeżne, a niektórzy autory wskazują także pochodzenie tektoniczne niektórych zbiorników. Jeziora wykorzystywane są także w celach rekreacyjnych oraz przy hodowli ryb.

## Lista jezior

### Dziewięć największych jezior
Największymi pod względem powierzchni jeziorami są:
| LP | Nazwa       | Wyspa    | Typ         | Powierzchnia | Głębokość maks. | Wysokość     |
| -- | ----------- | -------- | ----------- | ------------ | --------------- | ------------ |
| 1. | Sørvágsvatn | Vágar    | polodowcowe | 3,57 km²     | 59 m            | 32 m n.p.m.  |
| 2. | Fjallavatn  | Vágar    | polodowcowe | 1,03 km²     | 45 m            | 92 m n.p.m.  |
| 3. | Sandsvatn   | Sandoy   | przybrzeżne | 0,82 km²     | 5 m             | 2 m n.p.m.   |
| 4. | Toftavatn   | Eysturoy | polodowcowe | 0,52 km²     | 22 m            | 15 m n.p.m.  |
| 5. | Leynavatn   | Eysturoy | polodowcowe | 0,18 km²     | 33 m            | 63 m n.p.m.  |
| 6. | Kirkjuvatn  | Suðuroy  | polodowcowe | 0,17 km²     | ?               | 93 m n.p.m.  |
| 7. | Stóravatn   | Sandoy   | przybrzeżne | 0,15 km²     | 1,8 m           | 26 m n.p.m.  |
| 8. | Vatnsnes    | Suðuroy  | polodowcowe | 0,15 km²     | ?               | 176 m n.p.m. |
| 9. | Gróthúsvatn | Sandoy   | przybrzeżne | 0,14 km²     | ?               | 4 m n.p.m.   |

### Pozostałe jeziora

#### Eysturoy
- Breiðavatn
- Grastjørn
- Grunnatjørn
- Kornvatn
- Kvíandalsvatn
- Lómstjørn
- Ness Vatn
- Niðara Vatn
- Starvatn
- Tjørnin
- Trælavatn
- Vørðuvatn

#### Hestur
- Fagradalsvatn
- Hálsvatn

#### Nólsoy
- Álkuðarvatn
- Halavatn
- Reyðastígavatn
- Steinavatn

#### Sandoy
- Dunjavatn
- Fossavatn
- Gásdalsvatn
- Gulansvatn
- Lítlavatn
- Løðusteina Tjørn
- Lómatjørn
- Lykkjuvøtn
- Heimara Hálsavatn
- Hólmavatn
- Múlbergsvatn
- Norðara Hálsavatn
- Núpsvatn
- Ørguvatn
- Stóratjørn
- Vatndalsvatn

#### Streymoy
- Brúnavatn
- Gásavatn
- Hálsatjørn
- Heiðavatn
- Hólmatjørn
- Krossvatn
- Mjáuvøtn
- Porkerisvatn
- Saksunarvatn
- Stóratjørn
- Stóravatn
- Tjørnuskoravatn
- Vatnið
- Víkarvatn

#### Suðuroy
- Bessavatn
- Botnskarðsvatn
- Hamravatn
- Heygsvatn
- Kjógvavatn
- Kviltavatn
- Miðvatn
- Mjáuvøtn
- Mjóvavatn
- Norðbergsvatn
- Nykarvatn
- Ryskivatn
- Rættarvatn
- Tindarlíðarvatn
- Vágsvatn
- Vágsvatn Norður
- Vágsvatn Suður
- Vatnið
- Vatnið á Knávatippi
- Vatnið í Hvannhaga
- Vatnsdalsvatn

#### Vágar
- Kviltkinnavatn
- Vatndalsvatn

## Zbiorniki sztuczne
Prócz jezior naturalnych na Wyspach Owczych są także zbiorniki sztuczne, służące głównie za rezerwuary wody pitnej oraz do pozyskiwania energii elektrycznej. Największym zbiornikiem jest Eiðisvatn. Dawniej było ono naturalnym jeziorem o wielkości 0,47 km², jednak zostało powiększone do 1,14 km² i obecnie, od 28 kwietnia 1987 wykorzystywane jest przez elektrownię firmy SEV.
| LP | Nazwa          | Wyspa    | Powierzchnia | Wysokość   |
| -- | -------------- | -------- | ------------ | ---------- |
| 1. | Eiðisvatn      | Eysturoy | 1,14 km²     | 4 m n.p.m. |
| 2. | Mýrarnar       | Streymoy | 0,58 km²     | ?          |
| 3. | Frammi á Vatni | Streymoy | 0,41 km²     | ?          |